# John Abbey
John Abbey, (i Frankrike känd som Jean Abbey), född 22 december 1785 i Whilton, Storbritannien, död 19 februari 1859 i Versailles, Frankrike, var en engelsk orgelkonstruktör och orgelfabrikant.
Abbey for till Paris 1826 för att arbeta för Sébastien Érard. Efter en tid etablerade han en egen verkstad i Versailles. Han byggde ett stort antal orglar till kyrkor på landsbygden och Paris. Bland hans mest kända räknas till Parisoperan 1831 och en orgel till Exposition Universelle.
Abbey var den första orgelkonstruktör som använde sig av pneumatisk mekanism i Frankrike, hans mekanism kom senare att kopieras av andra orgelkonsruktörer. Då Abbey avled 1859 övertog hans son verkstaden i Versailles.